# René Viviani
Pour les articles homonymes, voir Viviani.
René Viviani, né le 8 novembre 1863 à Sidi Bel Abbès (Algérie française) et mort le 6 septembre 1925 au Plessis-Robinson, est un homme politique français. 
Il est député de la Seine entre 1893 et 1910, puis de la Creuse de 1910 à 1922, cofondateur du journal L'Humanité avec Jean Jaurès, ministre du Travail et président du Conseil (1914-1915) au moment du déclenchement de la Première Guerre mondiale.

## Biographie

### Un avocat député socialiste
Son père, Édouard Viviani (1833-1910), avocat sous le second Empire, était conseiller général d'Oran. Né en 1863 à Sidi Bel Abbès, René Viviani, lycéen à Oran, puis au lycée d'Alger, obtient une licence de droit à Paris et devient avocat en Algérie, puis à Paris où il est secrétaire de la conférence des avocats. Il défend les droits de militants socialistes et de syndicalistes, en particulier ceux des chemins de fer, en Province. Entré dans la mouvance socialiste (il est rédacteur en chef de La Petite République), son éloquence lui vaut en 1893 une demande de sanction du ministre de la Justice à cause de ses protestations contre les violences policières au Quartier latin.
Élu dans le Ve arrondissement député de la Seine lors des législatives de 1893, réélu en 1898, il y est battu par un nationaliste en 1902. Toujours avocat, il est un des conseils et des arbitres des ouvriers durant la grande grève de Carmaux durant laquelle son éloquence est sanctionnée par le tribunal d'Albi et de Toulouse (1894). C'est lui qui obtient la libération du premier suspect de l'attentat contre Eugène Rességuier, dirigeant de la verrerie Sainte-Clotilde, en intervenant auprès du ministre de la Justice, Ludovic Trarieux.
À la Chambre, il fait voter une loi permettant que les femmes puissent être avocates (1900) avec le centriste Raymond Poincaré et se fait remarquer par sa virulence lors du scandale de Panama. Ses positions au sujet de la crise religieuse sont vivement laïques et anticléricales. Secrétaire de Millerand, proche de Jean Jaurès, il l'assiste avec Aristide Briand, publiant avec eux L'Action du parti socialiste au Parlement en 1902, et fondant le journal L'Humanité en 1904, dont il est un temps rédacteur en chef.
Après un congrès important du parti socialiste français à Rouen, il participe à ses côtés à l'unification des socialistes dans la SFIO (1905). En 1906, il retrouve un mandat de député, en se faisant à nouveau élire député à Paris.

### Un ministre socialiste indépendant
Ses amis Millerand et Briand devenus ministres, avaient été exclus par les socialistes qui refusaient toute participation à un gouvernement bourgeois. Il doit choisir entre son parti et la proposition ministérielle que lui fait le 1er cabinet Clemenceau en 1906 : il entre au gouvernement comme premier titulaire du « ministère du Travail et de la Prévoyance sociale » (du 25 octobre 1906 au 3 novembre 1910 sous le gouvernement d'Aristide Briand) ; Il y fait voter des lois réformistes (repos hebdomadaire, assurances du travail, salaire de la femme mariée, non saisie des biens familiaux).

Il se distingue aussi dans le combat que mène le gouvernement d'alors contre l'Église catholique. Dans un fameux discours à la Chambre des députés, le 8 novembre 1906, il s'écrie : 

« Nous avons arraché les consciences à la croyance. Lorsqu'un misérable, fatigué du poids du jour, ployait les genoux, nous lui avons dit que derrière les nuages, il n'y avait que des chimères. Ensemble, d'un geste magnifique, nous avons éteint dans le ciel des étoiles qu'on ne rallumera plus. »

En 1910, il est réélu député, mais c'est cette fois dans la Creuse, à Bourganeuf, qu'il exerce son mandat. Remplaçant le socialiste indépendant et ancien communard Antonin Desfarges, il y a été appelé par la communauté des Creusois de Paris, établis dans le 5e arrondissement. Dès lors, il cofonde le Parti républicain socialiste et refuse de revenir dans le gouvernement entre 1910 et 1913 (refus des propositions des gouvernements Monis, Poincaré et Barthou). Il revient au gouvernement dans le gouvernement Doumergue (du 9 décembre 1913 au 9 juin 1914) avec le portefeuille de l'Instruction publique et des Beaux-arts.

### Le président du Conseil de 1914
La nouvelle assemblée étant très à gauche, on fait appel à lui pour constituer un nouveau cabinet. Son échec semble ouvrir la voie à un 4e gouvernement Alexandre Ribot qui échoue à son tour. Le président de la République rappelle alors Viviani qui parvient à constituer un premier gouvernement : il est président du Conseil le 13 juin, avec le poste de ministre des Affaires étrangères.
Mais la situation internationale se dégrade brusquement avec la crise de juillet qui fait suite à l'attentat de Sarajevo (28 juin 1914).

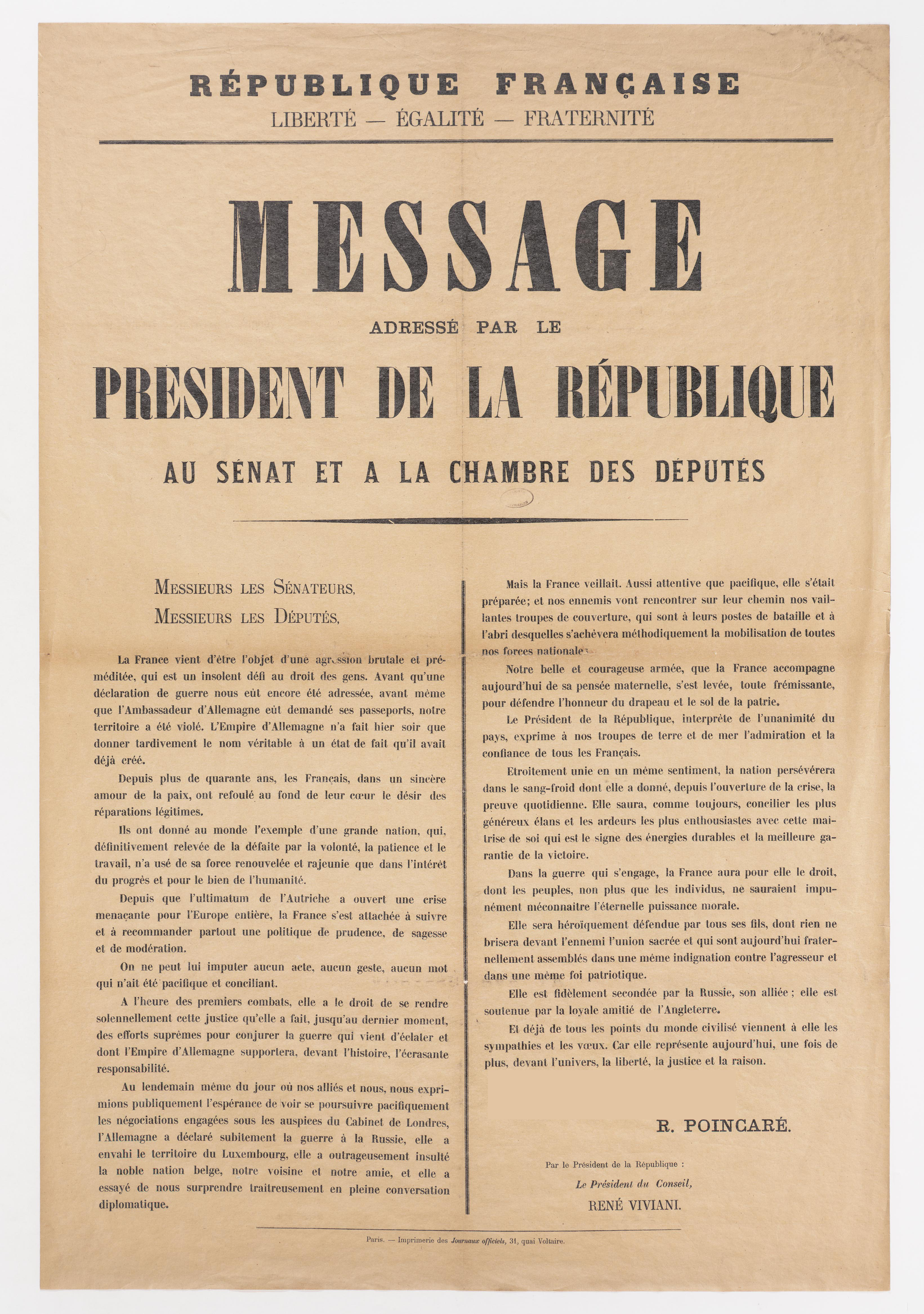
Déclaration du Gouvernement à la Chambre des députés et au Sénat, lue par René Viviani, président du conseil. Paris, 4 août 1914.

Viviani est en Russie aux côtés du président de la République quand survient l'ultimatum autrichien à la Serbie. La crise va plonger la France dans la Première Guerre mondiale le 3 août 1914, jour de la déclaration de guerre de l'Allemagne.
De tempérament pacifique et partisan de l'arbitrage, il tente de sauver la paix (recul de l'armée à dix kilomètres de la frontière). Mais il prépare aussi la mobilisation et, recevant Jaurès, lui laisse peu d'espoir à la veille de son assassinat. Le 1er août, il ordonne la mobilisation du pays (2 août) puis annonce l'entrée en guerre dans un discours marquant à la Chambre (4 août). Il remanie son gouvernement dans un sens d'Union nationale (26 août). Il cède alors les Affaires étrangères à Doumergue puis à Théophile Delcassé. Il préside le gouvernement à Paris et à Bordeaux lors de la première bataille de la Marne.

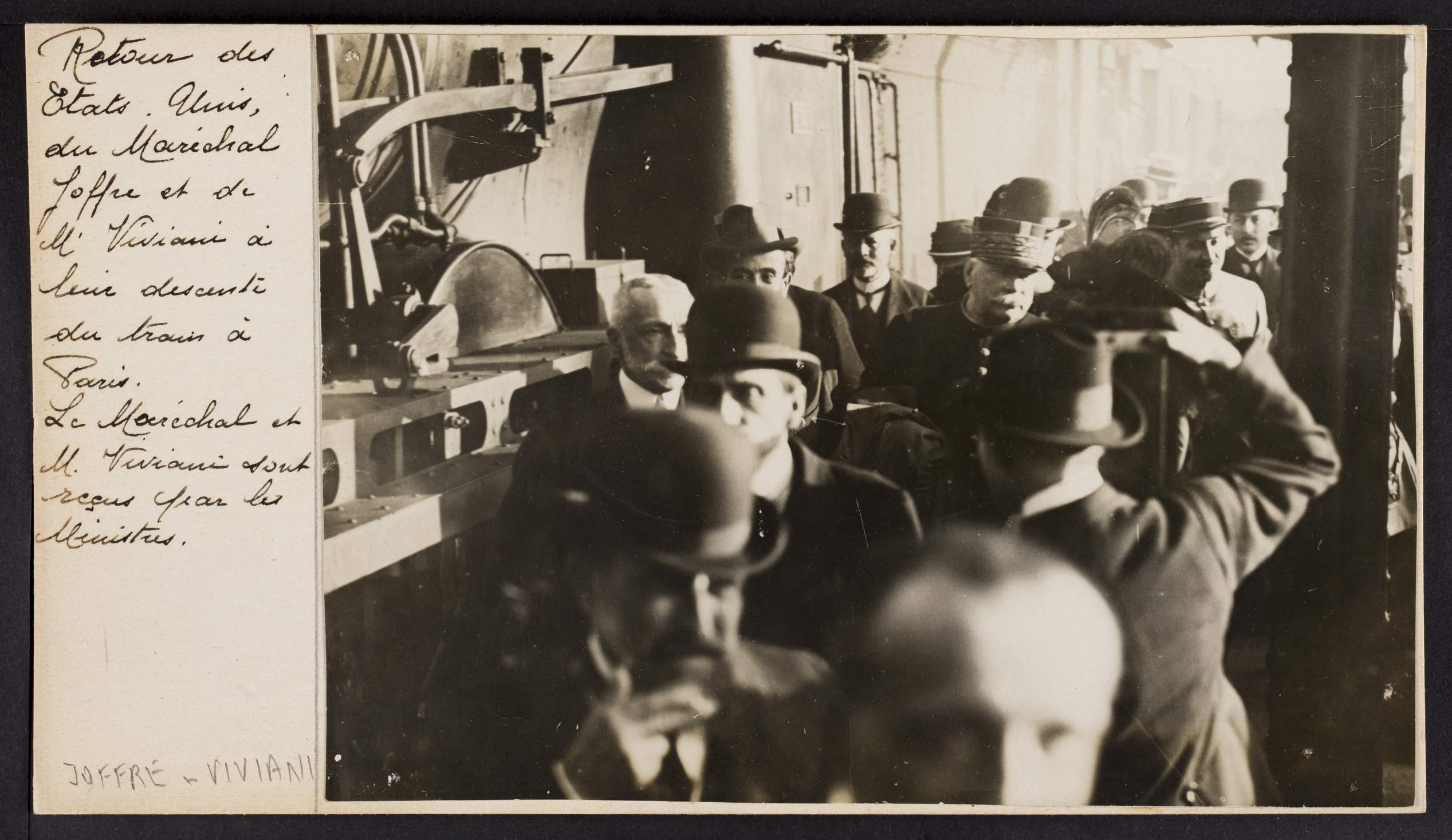
Retour des États-Unis du maréchal Joffre et de M. Viviani à leur descente du train à Paris.

Malgré l'Union sacrée, le gouvernement est soumis à un certain nombre de critiques quant à la tenue de la guerre, à la suite des différentes batailles qui n'ont abouti qu'au massacre des fantassins français. Le principal ministre soumis à ce feu est Alexandre Millerand, le ministre de la Guerre, qui fait toutes les volontés du Grand Quartier général, mais pas celle du président du Conseil. La démission de Delcassé, à la suite de l'échec de ses négociations avec la Bulgarie, entraîne la chute de Viviani. Il se retire le 29 octobre 1915 laissant la place à Aristide Briand. À partir de ce 5e gouvernement Briand, Viviani détient successivement les portefeuilles de ministre de la Justice (1915/16), ministre de la Justice et de l'Instruction publique (6e gouvernement Briand 1916/17) et ministre de la Justice (1917).
Il se rend en Russie en 1916, puis aux États-Unis en 1917 avec Joffre, afin d'obtenir leur entrée en guerre.
Mis à l'écart par Clemenceau, nommé président du Conseil en novembre 1917, il est de plus très affecté par la mort au front de son beau-fils.

### Une fin de carrière à l'écart

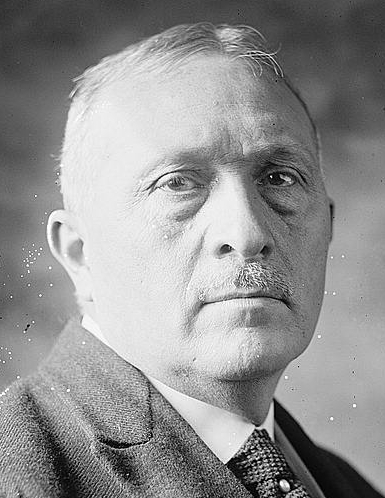
René Viviani en 1921.

Réélu député en 1919, on le nomme en 1920/21, représentant de la France au Conseil de la Société des Nations (SDN). En 1921, il se rend avec Briand à la conférence navale de Washington. De 1922 à sa mort, René Viviani fut le président de la Commission temporaire mixte pour la réduction des armements de la SDN. 
Le 15 octobre 1922, Viviani est élu sénateur de la Creuse, mais affecté par le décès de sa femme Isabelle (fondatrice d'une école ménagère à Épinal) en février 1923, il est victime d'une crise d'apoplexie lors d'une prise de parole à la première Chambre de la Cour (8 juin 1923) et en restera paralysé jusqu'à sa mort, le 6 septembre 1925.
Il fut proche de Lisbeth Baugier (1892-1953), petite-fille d'un notable républicain niortais du XIXe siècle et épouse du préfet Alfred Baffrey, son neveu.
Clemenceau le qualifia d'« orateur péripatéticien, faisant des harangues kilométriques » et, citant Fénelon à son propos : « L'éloquence démagogique, c'est l'art de parler seul et longtemps. »

### Sépulture

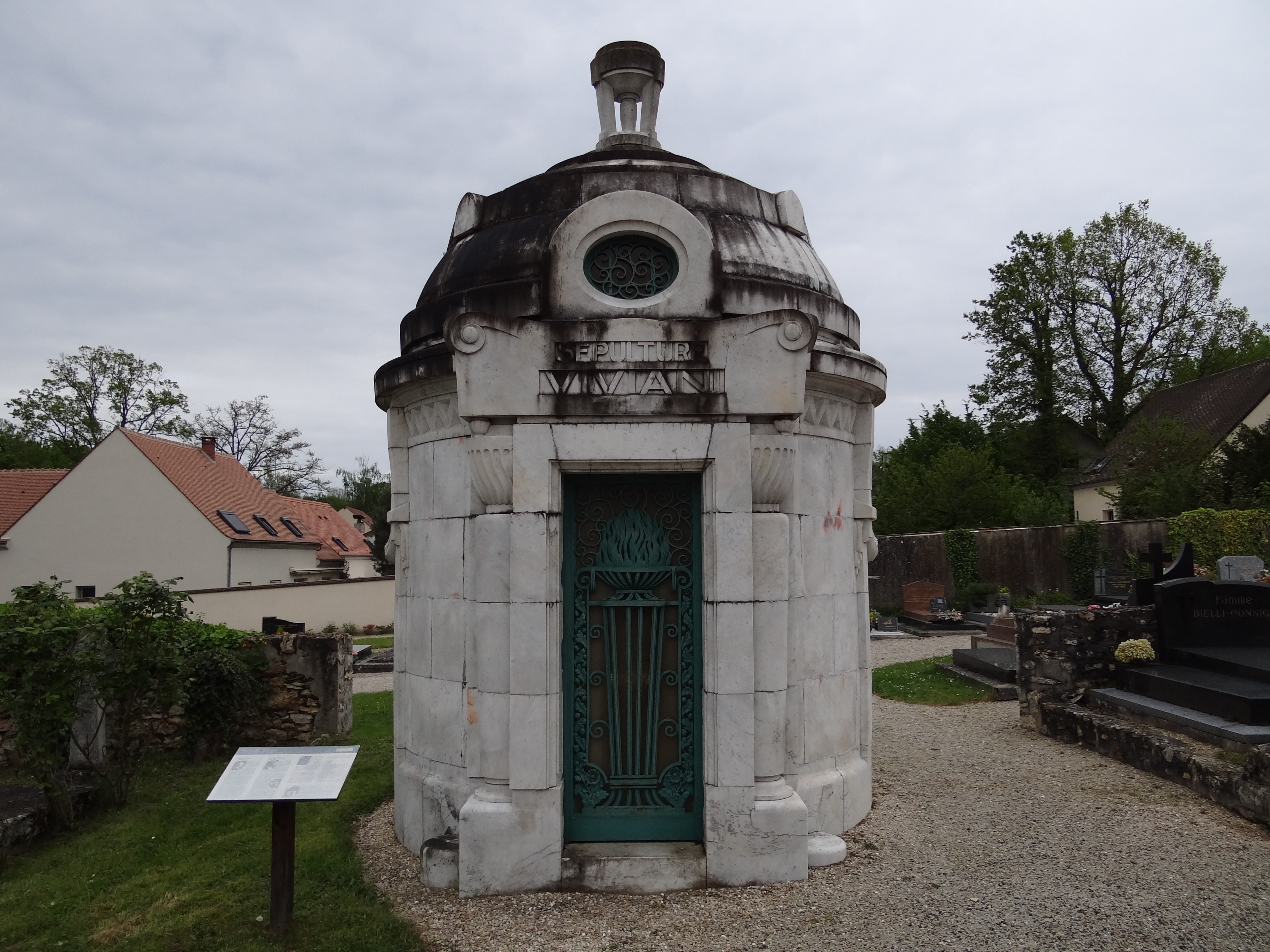
La chapelle funéraire de René et Isabelle Viviani au cimetière de Seine-Port (Seine-et-Marne).

René Viviani est très affecté par la mort de sa femme qui survient brutalement en 1923, alors qu'elle se rendait à sa maison de Seine-Port. Il erre dans les jardins de sa villa pendant plusieurs jours où il déclame les vertus de la défunte.
Pour lui rendre hommage, il commande un mausolée à Guillaume Tronchet, qu’il veut somptueux. Ce monument Art déco, où il repose également, a été restauré en 2014.

## Hommages
- Square René-Viviani, à Paris
- Rue René-Viviani, à Nantes
- Rue René-Viviani, à Seine-Port
- Rue René-Viviani, au Havre
- Rue René-Viviani, à Montluçon

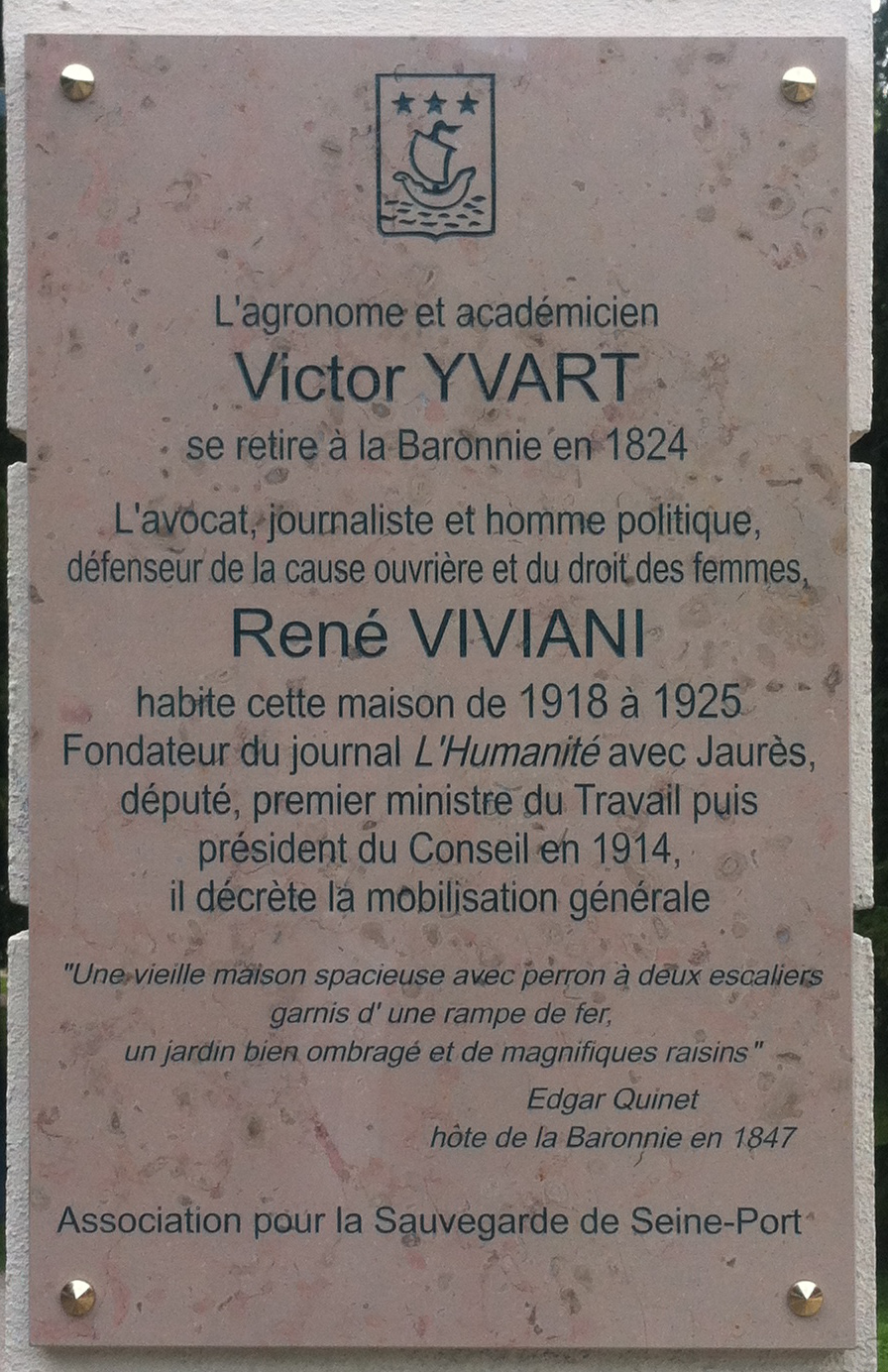
Plaque commémorative à Seine-Port

- Rue René-Viviani, à Clermont-Ferrand
- Rue René-Viviani, à Saint-Étienne
- L'avenue René-Viviani marque la limite entre Lyon et Vénissieux.

Un arrêté préfectoral de 1928 décida de donner au quai Saint-Michel à Paris le nom de René Viviani, mais les protestations furent telles que le quai garda son odonyme originel.
Le 4 mai 1930, lors des commémorations du Centenaire de l'Algérie française, Gaston Doumergue, lors de son voyage en Algérie, inaugure à Alger une statue de René Viviani, œuvre de François Sicard. Le monument, très endommagé en août 1962, est rapatrié en France en 1963.